# Jardins Exotiques de Bouknadel

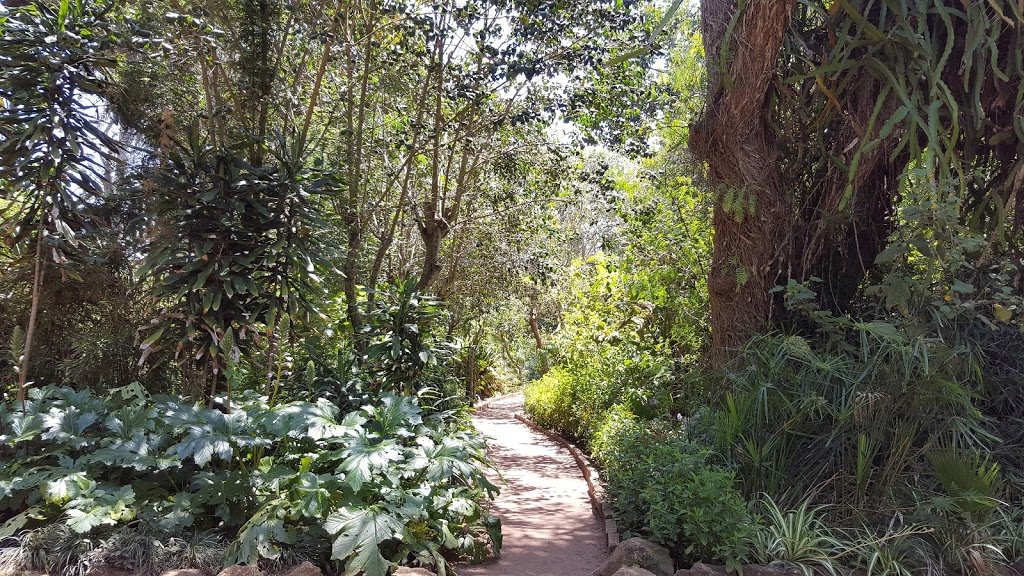
Weg in der Gartenanlage

Die Jardins Exotiques de Bouknadel (arabisch الحدائق العجيبة, DMG Ḥadāʾ⁠īq al-ʿAǧība ‚Wundergärten‘) sind ein botanischer Garten an der marokkanischen Atlantikküste nahe der Stadt Salé. Benannt ist er nach der Ortschaft Sidi Bouknadel, die wenige Kilometer nördlich liegt.

## Geschichte
Die Gartenanlage wurde 1951 von dem französischen Gartenbauingenieur Marcel François (1900–1999) gegründet. Seine Idee war, auf begrenzter Fläche mit Pflanzen aus der ganzen Welt die jeweiligen Landschaften und das Ambiente der Natur verschiedener Regionen zu imitieren. Die Anlage wurde 1961 für die Öffentlichkeit geöffnet und 2003 renoviert. Sie wurde 2003 zum Nationalen Naturerbe Marokkos erklärt und wird von der Fondation Mohamed VI pour la Protection de l’Environnement in Rabat verwaltet. Unter Mithilfe der Association des Amis des Jardins Exotiques de Bouknadel werden jährlich Bildungsprogramme durchgeführt.

## Anlage
Die Anlage umfasst 4,5 ha, auf denen 600 Pflanzenarten und 120 Tierarten leben. Sie ist in Zonen unterteilt, in denen jeweils eine Großgegend oder ein Ökosystem vorgestellt wird: Peru, Mexiko, Brasilien, Südasien, Antillen, Kongo, Polynesien, Baumsavanne. Zu den Themen Andalusien, Japan und China gibt es „kulturelle Gärten“, in denen jeweils typische Gartenanlagen gezeigt werden. Es gibt ein Vivarium, in dem hauptsächlich Schlangen und Spinnen ausgestellt sind, ein Vogelhaus und zahlreiche kleine Seen, in denen unter anderem Fische und Wasserschildkröten leben.
In dem ehemaligen Wohnhaus François’ im zentralen Teil des Gartens ist ein kleines Museum zur Geschichte des botanischen Gartens eingerichtet. Einer der Ausstellungsräume behandelt die Gründung der Anlage; hier werden unter anderem Fotografien aus verschiedenen Phasen des Aufbaus gezeigt. In anderen Räumen wird auf die Renovierung des Gartens, die Fondation Mohammed VI pour la Protection de l’Environnement und das Herbarium eingegangen. Des Weiteren gibt es einen Raum für Bildungsarbeit mit einer kleinen Bibliothek und der Möglichkeit von Aktivitäten „zum Anfassen“ für Schülergruppen.
Es sind drei unterschiedlich lange Rundwege ausgeschildert, ein kurzer Rundweg mit 45 Minuten Begehungszeit, ein langer Rundweg mit 90 Minuten Begehungszeit und ein pädagogischer Rundweg mit 60 Minuten Begehungszeit, auf dem über die Themen Biodiversität, Abfallrecycling, Wald, Wasser und Gartenbau informiert wird.
Nicht nur der Boden des botanischen Gartens wird kontinuierlich bewässert, auch in der Höhe von 10 m wird an manchen Stellen Wasser versprüht, um für die nötige Luftfeuchtigkeit zu sorgen, die die Pflanzen des tropischen Regenwaldes benötigen. Durch die hohe Verdunstung und die Abschattung des Bodens (siehe Waldinnenklima) sind die Temperaturen im Sommer teilweise 10 °C niedriger als im nicht bewaldeten Umland.
Der botanische Garten wird vor allem von Schulklassen und Touristen besucht.

## Botanik
Zu den Baumarten, die in dem botanischen Garten wachsen, gehören der Pfauenstrauch, Grevilleen, der Karminrote Zylinderputzer, Korallenbäume, Archontophoenix, die Zweihäusige Kermesbeere, der Zedrachbaum, Corymbia ficifolia, der Gummibaum, der Amerikanische Amberbaum, der Leberwurstbaum, die Zwergpalme, die Immergrüne Magnolie, die Weiße Strelitzie, der Chinesische Klebsame, die Sumpf-Eiche und die Kanarische Dattelpalme. Weitere Pflanzen sind Granatapfel, Passiflora edulis, Wahrer Bärenklau, Bambus, Echter Papyrus und Riesen-Palmlilie.